# Palytoxin
Palytoxin PTX er et toksin der stammer fra slægten Palythoa, der er en mangestrålet koralpolyp  (Zoanthidea) på koralrev og yndet i akvarier på grund af farverne. Palytoxin har haft betydning for mennesker i Caribien og på Hawaii, hvor koraldyrene er udbredte. De indfødte smurte udtræk af korallen på deres våben og brugte dem til jagt og krig.  Toxinet findes evt. også i andre koraldyr og analoge toxiner findes vidt udbredt i dinoflagellater, og kan være årsag til dødelige forgiftningers ved kontakt.
Toksinet er det mest komplekse molekyle man kender, som hverken er en nukleinsyre, et kulhydrat eller et protein, og samtidig er det det stærkeste giftstof fra havet. Den dødelige dosis for mus er i størrelsesordenen 50-100 nanogram pr. kg legemsvægt. I kommercielt tilgængelige koraldyr (i Washington, DC, USA) blev der fundet et indhold mellem 0.5 og 3.5 mg  toxin/g koraldyr.
Stoffet depolariserer alle de excitable væv man hidtil har undersøgt, inklusiv hjertemuskulatur, nerver, skeletmuskler og glatmuskulatur. Det får også de røde blodlegemer til at briste, idet det fremskynder udstrømningen af kaliumioner.